# Lycée Condorcet

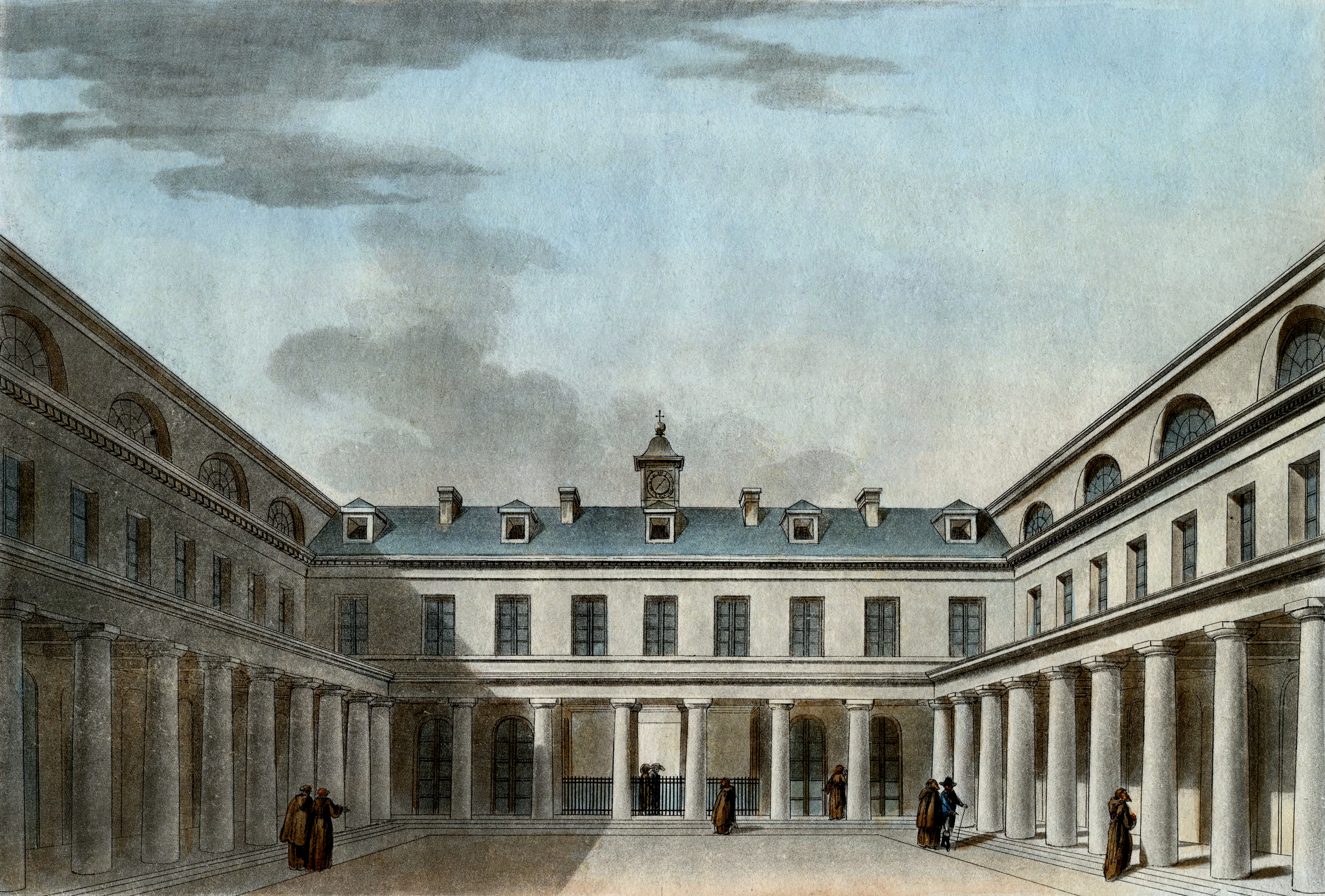
Lycée impérial Bonaparte (1808)

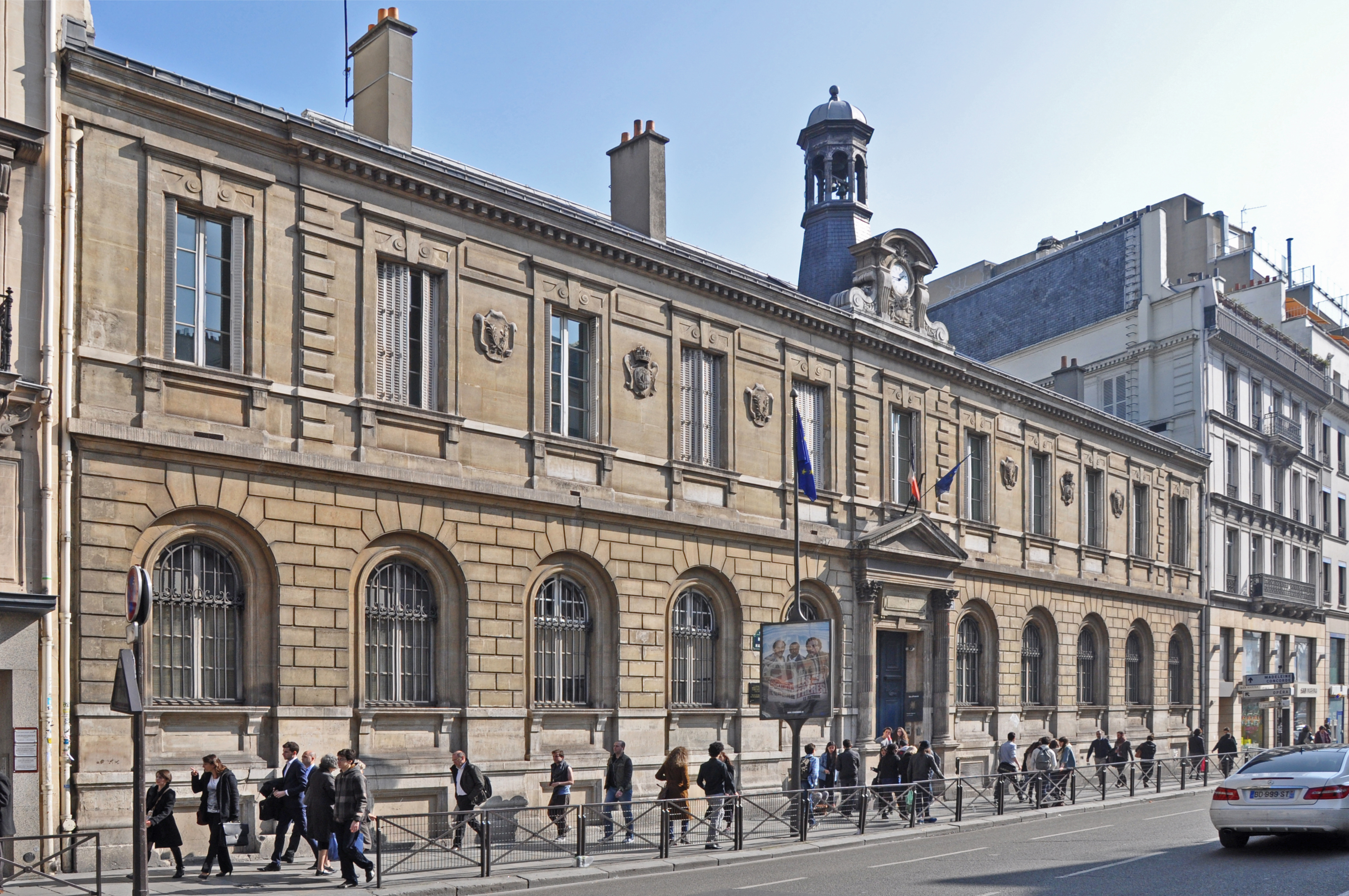
Lycée Condorcet (2014)

Lycée Condorcet – szkoła średnia w Paryżu założona w roku 1804 w opustoszałych pomieszczeniach zlikwidowanego klasztoru Saint-Louis d'Antin. 
Szkoła mieści się w IX dzielnicy Paryża przy 8, rue du Havre. 
W okresie dwóch stuleci istnienia szkoła nosiła następujące nazwy:
- 1804: Lycée de la Chaussée d'Antin
- 1805–1814: Lycée impérial Bonaparte
- 1815–1848: Collège royal de Bourbon
- 1848–1870: Lycée impérial Bonaparte
- 1870–1874: Lycée Condorcet
- 1874–1883: Lycée Fontanes
- od roku 1883: Lycée Condorcet

Obecnie pod nazwą Lycée Condorcet działa wiele szkół średnich na obszarze całej Francji.

## Znani wykładowcy
- Émile Chartier
- Jean Jaurès
- Stéphane Mallarmé
- Maurice Merleau-Ponty
- Jean-Paul Sartre

## Znani absolwenci
| - Raymond Aron - Bảo Đại - Henri Bergson - Pierre Bonnard - Jean-Dominique Bauby - Henri Cartier-Bresson - André Citroën - Jean Cocteau - Marcel Dassault - Paul Deschanel - Jacques Dutronc | - Dominique Frémy - Louis de Funès - Serge Gainsbourg - Georges-Eugène Haussmann - Eugène Marin Labiche - Jules Laforgue - Claude Lévi-Strauss - Ignacy Karol Milewski - Tadeusz Natanson - Francis Poulenc - Marcel Proust | - Louis Renault - Paul Sérusier - Henri de Toulouse-Lautrec - Nadar (Gaspard-Félix Tournachon) - Paul Valéry - Paul Verlaine - Alfred de Vigny - Édouard Vuillard - Abdoulaye Wade - William Carlos Williams |